# Emine Kara
Emine Kara, coneguda amb el nom de guerra kurd «Evîn Goyî», (Şêxan, Kurdistan del Nord, 1974 – París, 23 de desembre de 2022) va ser una activista política kurda, que va exercir de presidenta del Moviment de Dones Kurdes a França.

## Trajectòria
Nascuda el 1974 a Şêxan, al Kurdistan del Nord, actual Turquia, va ser la quarta de cinc fills. El 1994 la seva família es va traslladar al Kurdistan del Sud, territori controlat per l'Iraq, després que el seu poble fos massacrat. Concretament, es van establir en un camp de refugiats a Zaxo abans de traslladar-se definitivament a Makhmur.

### Carrera militar
El 1988 es va unir al moviment militant kurd i va lluitar per la indepedendència del Kurdistan a Turquia, l'Iraq, Síria i l'Iran. L'any 2014 es va unir a les milícies organitzades per defensar una àrea autodeclarada autònoma (que va esdevenir en el futur l'AANES) formada pel Partit de la Unió Democràtica, que tenia estrets vincles amb el Partit dels Treballadors del Kurdistan durant la Guerra Civil siriana. Va participar en la lluita contra Estat Islàmic a Kobanî i Ar-Raqqà.

### Exili a França
El 2019 va ser ferida a Ar-Raqqà i va marxar després de la caiguda d'Estat Islàmic. Primer es va traslladar a França, després a Alemanya per rebre tractament mèdic i, posteriorment, va tornar a París el setembre del 2020. Es va convertir en mestra i va sol·licitar dret d'asil, però l'Oficina francesa per a la protecció dels refugiats i els apàtrides la va denegar el febrer de 2022. La decisió va ser confirmada per la Cour nationale du droit d'asile l'agost de 2022, tot i que s'havia de presentar un recurs.
A París, va continuar el seu compromís amb la causa kurda, esdevenint presidenta del Moviment de Dones Kurdes a França. Segons el diari francès Libération, va ser una heroïna dins de la diàspora kurda europea. Va expressar el seu suport a les protestes contra la mort de Mahsa Amini durant els últims mesos de vida. Se li atribueix la popularització de l'eslògan «Dona, vida, llibertat», utilitzat per l'ala femenina del Partit de la Pau i la Democràcia. També va iniciar diverses manifestacions a París en suport de Mahsa Amini.

### Mort
El 23 de desembre de 2022 va ser assassinada en el tiroteig massiu de París de 2022, un atac perpetrat per un extremista de dreta antikurd. Participava en una reunió per preparar una marxa commemorativa del desè aniversari del triple assassinat d'activistes kurds a París. Dos homes kurds també van morir en l'atac. Tots tres són considerats màrtirs pel moviment popular kurd.